# Samołęż
Samołęż – wieś sołecka w Polsce położona w województwie wielkopolskim, w powiecie szamotulskim, w gminie Wronki.
W latach 1975–1998 miejscowość administracyjnie należała do województwa pilskiego.
Wieś położona 4 km na południowy wschód od Wronek. Nazwa wsi wywodzi się od okolicznych mokradeł.

## Historia
Wieś pierwotnie związana była z Wielkopolską. Ma metrykę średniowieczną i istnieje co najmniej od połowy XIII wieku. Po raz pierwszy odnotowana została w łacińskim dokumencie z 1252 (wg zachowanej kopii z XVIII) pod nazwą "Samolese", 1252 według kopii z 1298 "Samolense", 1296 (wg kop. z XV wieku) "Tzamolese, Tzarnolese", 1424 "Szamolesze", 1424 "Schamolasch", 1466 "Samolansz", 1469 "Samolansch", 1469 "Szamolansz", 1469 "Samolasz", 1475 "Szamoląsz", 1508 "Schamolasch", 1559 "Samoliąza".
Miejscowość była początkowo własnością książęcą leżącą w dobrach Wronki, później kościelną należącą do katolickiego zakonu cystersów, a następnie szlachecką lub królewską. Należała m.in. do polskiej szlachty z rodu Szamotulskich, a później Górków herbu Łodzia oraz Czarnkowskich herbu Nałęcz III, Łąckich i Dzieduszyckich. W 1394 wieś leżała w powiecie poznańskim województwa poznańskiego w Koronie Królestwa Polskiego w parafii Wronki.
W 1252 książęta wielkopolscy oraz bracia Przemysł I i Bolesław Pobożny nadali m.in. wieś Samołęż klasztorowi cysterek w Owieńskach obdarzając ją także immunitetem. W 1280 książę wielkopolski, późniejszy król polski, Przemysł II potwierdził nadanie tych dóbr klasztorowi w Owieńskach.
W 1296 po zabiciu króla polskiego Przemysła II margrabiowie brandenburscy przejściowo zajęli północne ziemie Wielkopolski i nadali Henrykowi, Ottonowi i Janowi von Liebenau dobra, które mieli oni dotychczas w lennie od księcia Przemysła, a do tego dodali im 300 łanów pomiędzy Notecią, a Drawą oraz wsie Samołęż i Smolnica koło Wronek po obu stronach Warty na takich prawach, jak posiadał je kiedyś wspomniany książę.
W archiwalnych dokumentach odnotowani zostali także zwykli mieszkańcy wsi. W 1410 wspomniany został chłop (łac. "lacius") Przybigniew z Samołęża. W 1424 Adam kmieć samołężski toczył proces sądowy z Sędziwojem z Bobulczyna, który dowodził, "że nie wiedział, gdzie Adam był od 6 tygodni, ale jest on jego poddanym".
Zapisy ze źródeł kościelnych mówią o tym, że w 1466 poznańska kapituła katedralna zgodziła się, aby biskup poznański Andrzej Bniński przekazał dziesięcinę snopową z Samołęża kapeli śpiewaków w Szamotułach w szamotulskiej bazylice koliegiackiej, ufundowanej przez Piotra z Szamotuł. W 1469 biskup poznański Andrzej odnowił spalony dokument fundacyjny tej kapeli nadając jej m.in. dziesięcin snopową z Samołęża. W 1475 nadanie tych dziesięcin zatwierdził papież Sykstus IV.
W latach 1508-1510 dziedzicem wsi był wojewoda poznański Andrzej Szamotulski. W 1515 jego zięć Łukasz Górka otrzymał na własność dzierżawione dotąd dobra królewskie Wronki wraz z przynależnymi im wsiami, w tym m.in. z Samołężem. W 1559 wnuk Łukasza po synu Andrzeju Łukasz III Górka sprzedał z zastrzeżeniem prawa odkupu Mikołajowi Łąckiemu Nową Wieś koło Wronek oraz Samołęż za 2660 złotych, jakie był mu winien.
Miejscowość odnotowały także historyczne rejestry podatkowe dzięki którym znamy stosunki własnościowe we wsi. W latach 1469 i 1475 Samołęż wymieniony został wśród wsi, które nie opłaciły wiardunków królewskich. W 1508 wieś należała do wojewody poznańskiego Andrzeja z Szamotuł, który zapłacił pobór podatkowy od 14 łanów. W 1510 w Samołężu było 15 łanów oraz 3 zagrodników. W 1563 pobrano podatki od 18 łanów, karczmy dorocznej. W latach 1564-1565 wieś leżała w dobrach Wronki, należących do starostwa Wieleń i miała 18 kmieci gospodarujących na 18 śladach oraz dwóch zagrodników. W 1577 wieś należała do kasztelana rogozińskiego Wojciecha Czarnkowskiego. W 1580 wieś należała do Barbary Rogozińskiej wdowy po Wojciechu Czarnkowskim. Zapłaciła ona pobór od 18 łanów, dwóch zagrodników oraz dwóch komorników.
W zapisie z lat 1564-1565 w Samołężu odnotowano Jezioro Samołęskie o wymiarach 12 x 4,5 sznurów, o 4 toniach, a przy nim lasek, w którym rosły dęby, brzozy i inne drzewa, który był długi na 3 staje, szeroki na jedno stajanie oraz sięgający aż do rzeki Warty. Odnotowano także, że do Samołęża przylegało jedno z pól w Nowej Wsi.
Do wsi przylega Jezioro Samołęskie, należące do najgłębszych w Wielkopolsce (22,2 m).